# 호메오박스
호메오박스(영어: homeobox)는 신체 기관의 분화에 관여하는 약 180개 염기쌍으로 이루어져 있으며 동물, 곰팡이, 식물, 그리고 수많은 단세포 진핵생물에서 해부학적 발달 패턴의 조절에 관여하는 유전자 내에서 발견되었다. 호메오박스 유전자는 표적 유전자의 발현을 조절하기 위해 DNA와 결합하는 특징적인 단백질 접힘 구조를 공유하는 전사인자인 호메오도메인(homeodomain) 단백질 생성물을 암호화한다. 호메오도메인 단백질은 초기 배아 발달 중 유전자 발현과 세포 분화를 조절하므로 호메오박스 유전자의 돌연변이는 발달 장애를 일으킬 수 있다.
호메오시스(homeosis)는 초파리의 머리에 있는 더듬이가 다리로 대체되는 경우처럼 별개의 신체 부위를 완전히 대체하는 상황을 설명하기 위해 윌리엄 베이트슨이 만든 용어이다. homeobox와 homeodomain이라는 단어의 "homeo-" 접두사는 이 돌연변이 표현형에서 유래되었는데, 이 표현형은 이러한 유전자 중 일부가 동물에서 돌연변이를 일으켰을 때 관찰된다. 호메오박스 도메인은 다수의 초파리 동종 단백질과 분할 단백질에서 처음 확인되었지만, 현재는 척추동물을 포함한 많은 다른 동물에서도 잘 보존된 것으로 알려져 있다.

## 발견
호메오박스 유전자의 존재는 머리에서 더듬이가 자랄 것으로 예상되는 대신, 다리가 자라는 호메오 식의(homeotic) 변형을 일으키는 유전자를 분리함으로써, 초파리에서 처음 발견되었다. 
월터 게링(Walter Gehring)은 이 동종 표현형을 일으키는 Antennapedia라고 불리는 유전자를 발견했다. 더듬이를 분석한 결과, 이 유전자는 DNA 결합 도메인을 암호화하는 180개의 염기쌍 염기서열을 포함하고 있으며, 윌리엄 맥기니스는 이를 Homeobox라고 불렀다. 더듬이 호메오박스 서열을 포함하는 추가적인 초파리 유전자의 존재는 스위스 바젤 대학의 에른스트 하펜, 마이클 레빈, 윌리엄 맥기니스, 월터 제이콥 게링과 1984년 인디애나 대학의 매튜 P. 스콧과 에이미 웨이너에 의해 독립적으로 보고되었다.
에드워드 로버티스(Edward de Robertis)와 윌리엄 매개니(William McGinnis)는 고립된 상동 유전자를 통해 다양한 종의 수많은 유전자들이 상동유전자를 포함하고 있다는 것을 보여주었다. 호메오박스를 포함하는 유전자 사이의 진화적 관계를 상세히 기술하는 계통 발생학적 후속 연구는 이러한 유전자들이 모든 양립 동물에 존재한다는 것을 보여주었다.

## 호메오도메인

### 구조
특징적인 호메오도메인 단백질 접힘은 세 개의 알파 나선으로 구성된 60-아미노산의 긴 도메인으로 구성된다. 다음은 합의된 호메오도메인(~60개의 아미노산 사슬이다)을 보여준다.
```
            Helix 1          Helix 2         Helix 3/4
         ______________    __________    _________________
RRRKRTAYTRYQLLELEKEFHFNRYLTRRRRIELAHSLNLTERHIKIWFQNRRMKWKKEN
....|....|....|....|....|....|....|....|....|....|....|....|
         10        20        30        40        50        60
```

vND/NK-2 호메오도메인-DNA 복합체이다. 다른 호메오도메인-DNA 복합체와 유사하게, 호메오도메인의 3은 DNA의 메이저 홈에서 결합하고 N-말단 암은 큰 홈(major groove)에서 결합한다.
나선 2와 나선 3은 소위 HTH라고 불리는 구조를 형성하며, 여기서 두 개의 알파 나선은 짧은 루프 방향으로 연결된다. 호메오도메인의 N 말단 2 나선은 반평형이며, 긴 C 말단 나선은 처음 두 개에 의해 설정된 축에 수직이다. 세 번째 나선은 DNA의 주요 홈 안에 있는 특정한 곁사슬과 노출된 염기 사이에 발생하는 물 분자를 통한 간접적인 상호작용뿐만 아니라 많은 수소 결합과 소수성 상호작용을 통해 DNA와 직접 상호작용한다.
호메오도메인 단백질은 진핵생물에서도 발견된다. HTH 모티브를 통해, 그들은 원핵생물에서 유전자의 발현을 바꾸는 람다 파지 단백질과 같은 원핵생물 전사 인자와 제한된 서열 유사성과 구조적 유사성을 공유한다. HTH 구조는 일부 서열 유사성을 보여주지만 광범위한 DNA 결합 단백질(예: 크로(cro)와 억제제 단백질, 호메오도메인 단백질 등)에서 유사한 구조를 보여준다. 이러한 다른 단백질에서 HTH 모티브들 사이의 주요한 차이점들 중 하나는 주요 사슬을 가진 베타 탄소의 입체적 간섭을 피하기 위해 필요한 글리신에 대한 입체 화학적 요구로부터 발생한다. 크로와 억제제 단백질의 경우 글리신은 필수인 것처럼 보이지만, 많은 동종 단백질과 기타 DNA 결합 단백질의 경우 요구 사항이 완화된다.

### 서열 특이성
호메오도메인은 DNA의 주요 홈에서 정렬된 C 말단 인식 나선과 마이너 홈에서 정렬된 N 말단에서 구조화되지 않은 펩타이드 꼬리로 B-DNA에 비특이적으로 결합할 수 있다. 인식 나선과 나선 간 루프는 DNA 골격에 수소 결합을 형성하는 아르기닌과 라이신 잔기가 풍부하다. 인식 나선 중심에 보존된 소수성 잔기는 나선 패킹을 안정화하는데 도움이 된다. 호메오도메인 단백질은 DNA 서열 5'-TAAT-3'에 대한 선호도를 보여준다. 서열 독립적 결합은 상당히 낮은 친화력으로 발생한다. 단일 호메오도메인 단백질의 특이성은 보통 특정 표적 유전자 촉진제를 인식하기에 충분하지 않으며, 보조 인자가 결합 서열 특이성과 표적 유전자 발현을 조절하는 중요한 메커니즘이 된다. 더 높은 표적 특이성을 달성하기 위해, 호메오도메인 단백질은 특정 표적 유전자의 촉진자 영역을 인식하기 위해 다른 전사 인자와 복합체를 형성한다.

### 생물학적 기능
호메오도메인 단백질은 보존된 HTH 모티프의 DNA 결합 특성으로 인해 전사 인자로 기능한다. 호메오도메인 단백질은 최종 제어 유전자로 간주되며, 이는 단일 단백질이 많은 표적 유전자의 발현을 조절할 수 있음을 의미한다. 호메오도메인 단백질은 초기 배아 발달 동안 신체 축과 신체 구조의 형성을 지시한다. 많은 호메오도메인 단백질은 개별 조직과 기관을 생산하는데 필요한 공동 조절 유전자의 단계적 시작을 통해 세포 분화를 유도한다. NANOG와 같은 가족의 다른 단백질은 다능성을 유지하고 세포 분화를 방지하는 데 관여한다.

## 제어
위에서 말한 것처럼, Hox 유전자와 그 관련 MicroRNA는 긴밀한 조직 특이적 시공간 제어를 통해 고도로 보존된 발달 최종 조절자이다. 이 유전자는 여러 암에서 조절이 잘 되지 않는 것으로 알려져 있으며 종종 DNA 메틸화에 의해 조절된다. Hox 유전자의 조절은 매우 복잡하고 상호작용을 포함하며 대부분 억제적이다. Drosophila는 유충 발달 중에 발생하는 pair-rule 및 gap 유전자의 하향 조절 후 Hox 유전자의 발현을 유지하기 위해 polycomb 및 trithorax 복합체를 사용하는 것으로 알려져 있다. Polycomb 그룹 단백질은 염색질 구조를 조절하여 HOX 유전자의 비활성을 유도할 수 있다.

## 돌연변이
호메오박스 유전자에 대한 돌연변이는 초파리의 Antennapedia, Bithorax 등 돌연변이 표현형과 같은 신체의 부분적 특징에서 쉽게 볼 수 있는 표현형 변화를 생성할 수 있다. 호메오박스 유전자의 복제는 새로운 신체 분절을 생성할 수 있으며, 이러한 복제는 분절된 동물의 진화에서 중요했을 가능성이 있다.

## 진화
호메오박스 자체는 MraY 효소의 C-말단에 있는 비-DNA-결합 막 횡단 도메인에서 진화했을 수 있다. 이것은 모든 진핵생물의 조상에 가장 가까운 원핵생물로 간주되는 과도기에 존재했던 생명체인 Lokiarchaeum에서 얻은 메타게노믹(metagenomic) 데이터를 기반으로 한다.
호메오박스 유전자 서열과 호메오도메인 단백질 구조에 대한 계통발생학적 분석은 식물, 균류, 동물의 마지막 공통 조상이 적어도 2개의 호메오박스 유전자를 갖고 있음을 시사한다. 분자적 증거에 따르면 최초의 진정한 Bilatera 이전부터 Cnidaria에 일부 제한된 수의 Hox 유전자가 존재하여 이 유전자를 고생대 이전으로 만들었다. ANTP강의 세 가지 주요 동물의 클러스터인 Hox, ParaHox, NK(MetaHox)는 분절 중복의 결과로 인정된다. 첫 번째 복제는 MetaHox와 ProtoHox를 만들었으며 두번째는 나중에 Hox와 ParaHox로 복제된다. 클러스터 자체는 단일 ANTP강의 호메오박스 유전자의 직렬 복제에 의해 생성되었다. 신기능화가 뒤따르는 유전자 복제는 진핵생물에서 발견되는 많은 호메오박스 유전자의 원인이 된다. 호메오박스 유전자와 유전자 클러스터의 비교는 후생동물 전반에 걸쳐 유전자 구조와 신체 형태의 진화를 이해하는데 사용되었다.

## 호메오박스 유전자의 종류

### Hox 유전자
Hox 유전자는 호메오박스 유전자의 가장 일반적으로 알려진 하위 집합으로, Hox라는 이름 자체가 HOmeoboX에서 온 것이다. 그들은 전후 축을 따라 배아 영역의 정체성을 결정하는 필수적인 후생 동물 유전자이다. 최초의 척추동물 Hox 유전자는 1984년 Edward De Robertis와 동료들에 의해 Xenopus에서 분리되었다. 이 유전자 세트에 대한 주요 관심은 유전체에서의 독특한 행동과 배열에서 비롯된다. Hox 유전자는 일반적으로 조직화된 클러스터에서 발견된다. 클러스터 내 Hox 유전자의 선형 순서는 발달 중 시간과 공간 모두에서 발현되는 순서와 직접적으로 연관된다. 이 현상을 공선성(colinearity)이라고 한다.
이러한 호메오틱 유전자의 돌연변이는 배아 발달 동안 신체 분절의 변위를 유발한다. 이것을 엑토피아(ectopia)라고 한다. 예를 들어, 한 유전자가 손실되면 분절이 더 앞쪽으로 발달하는 반면, 기능의 획득으로 이어지는 돌연변이는 분절이 더 뒤쪽으로 발달하게 한다. 유명한 예는 Drosophila의 Antennapedia와 bithorax로 각각 더듬이 대신 다리의 발달과 복제된 흉부 발달을 유발할 수 있다.
척추동물에서 4개의 파라로그 클러스터(paralog cluster)는 기능면에서 부분적으로 중복되지만, 여러 다른 파생 기능도 획득했다. 혹스 유전자들의 예시는 다음과 같다.
- HoxA, HoxD는 팔다리 축을 따라 세그먼트 ID를 지정한다.[25][26] Hox 계열의 특정 구성원은 ECM의 기질 분해, 인테그린과 구성요소의 변화를 조정함으로써 혈관 재구성, 혈관신생과 질병에 연루되어 있다.[27]

- HoxA5는 죽상동맥경화증과 관련이 있다.[28][29]

- HoxD3, HoxB3은 각각 EC에서 b3, α5 인테그린, Efna1을 상향 조절하는 전침습성 혈관 신생 유전자이다.[30][31][32][33]

- HoxA3는 MMP14, uPAR을 상향 조절하여 내피 세포(EC) 이동을 유도한다.[34][35]

- 반대로 HoxD10과 HoxA5는 각각 TIMP1을 상향 조절하고, uPAR, MMP14를 하향 조절한다. 또한 Tsp2를 상향 조절/VEGFR2, Efna1, Hif1alpha, COX-2를 하향 조절하여 EC를 이동 시키며 혈관신생을 억제하고 부착 접합부를 안정화시키는 효과가 있다.[34][35]

- HoxA5는 또한 PTEN의 하향 조절에 의해 종양 억제 인자 p53과 Akt1을 상향 조절한다.[36]

- HoxA5의 억제는 혈관종 성장을 약화시키는 것으로 나타났다.[37] HoxA5는 유전자 발현에 광범위한 영향을 미치므로 유방암 세포주에서 유도되면 300개 이하 유전자가 상향 조절된다.[37]

- HoxA5 단백질 전달 도메인 과발현은 HUVEC에 결합하는 TNF알파 유도성 단핵구의 억제에 의해 나타나는 염증을 예방한다.[38][39]

### LIM 유전자
LIM 유전자는 특징 도메인이 처음 확인된 3개의 단백질의 이름 첫 글자를 따서 명명되었다. 2개의 아미노산, 시스테인, 히스티딘이 풍부한 LIM 도메인과 호메오도메인을 암호화한다. LIM 도메인은 단백질-단백질 상호작용에서 기능하고 아연 분자에 결합할 수 있다. LIM 도메인 단백질은 세포질과 핵 모두에서 발견된다. 그들은 세포골격 재형성, 국소 접착 부위, 단백질 복합체의 지지체, 전사 인자로 기능한다.

### Pax 유전자
대부분의 Pax 유전자는 호메오박스와 결합 특이성을 증가시키기 위해 DNA에 결합하는 짝을 이루는 도메인을 포함하지만, 일부 Pax 유전자는 호메오박스 서열의 전부 또는 일부를 잃었다. Pax 유전자는 배아 분할, 신경계 발달, 전두엽 생성, 골격 발달, 얼굴 구조 형성에 기능한다. Pax 6은 안구 발달의  최종조절자이므로 유전자가 시신경 소포, 후속 안구 구조의 발달에 필요하다.

### POU 유전자
POU 영역을 포함하는 단백질은 호메오도메인과 두 개의 HTH(나선-회전-나선) 모티프를 포함하고 DNA에 결합하는 별도의 구조적으로 상동성인 POU 도메인으로 구성된다. 두 도메인은 DNA 나선 주위로 늘어나기에 충분히 긴 유연한 루프로 연결되어 두 도메인이 대상 DNA의 반대쪽에 결합할 수 있도록 하여 공통 서열 5'-ATGCAAAT-3을 가진 8개 염기 세그먼트를 집합적으로 덮는다. POU 단백질의 개별 도메인은 DNA에 약하게만 결합하지만 연결될 때 강한 서열 특이적 친화성을 가진다. POU 도메인 자체는 박테리오파지, 특히 람다 파지에서 발현되는 억제인자와 상당한 구조적 유사성을 갖는다.

## 식물 호메오박스 유전자
동물에서와 같이 식물 호메오박스 유전자는 전형적인 60개 아미노산 길이의 DNA 결합 호메오도메인을 암호화하거나, TALE(3개의 아미노산 루프 확장) 호메오박스 유전자의 경우 63개 아미노산으로 구성된 비정형 호메오도메인을 암호화한다. 보존된 인트론-엑손 구조와 고유한 코도메인 아키텍처에 따라 HD-ZIP I ~ IV, BEL, KNOX, PLINC, WOX, PHD, DDT, NDX, LD, SAWADEE, PINTOX의 14가지 고유한 클래스로 그룹화되었다. 코도메인(codomain)의 보존은 TALE / 비 TALE 호메오도메인 단백질에 대한 일반적인 진핵생물 조상을 시사한다.

## 인간 호메오박스 유전자
| 이름             | 염색체      | 유전자                                                                         |
| HOXA (또는 HOX1) | 7번 염색체  | HOXA1, HOXA2, HOXA3, HOXA4, HOXA5, HOXA6, HOXA7, HOXA9, HOXA10, HOXA11, HOXA13 |
| HOXB             | 17번 염색체 | HOXB1, HOXB2, HOXB3, HOXB4, HOXB5, HOXB6, HOXB7, HOXB8, HOXB9, HOXB13          |
| HOXC             | 12번 염색체 | HOXC4, HOXC5, HOXC6, HOXC8, HOXC9, HOXC10, HOXC11, HOXC12, HOXC13              |
| HOXD             | 2번 염색체  | HOXD1, HOXD3, HOXD4, HOXD8, HOXD9, HOXD10, HOXD11, HOXD12, HOXD13              |

ParaHox 유전자는 네 가지 영역에서 유사하게 발견된다. 여기에는 CDX1, CDX2, CDX4가 포함된다. GSX1, GSX2, PDX1. Hox와 유사한 것으로 간주되는 다른 유전자에는 EVX1, EVX2가 포함된다. GBX1, GBX2; MEOX1, MEOX2, MNX1, 일부 "MetaHox"로 간주되는 NK-유사(NKL) 유전자는 Hox-유사 유전자와 함께 큰 ANTP-유사 그룹으로 그룹화된다.
인간에게는 DLX1, DLX2, DLX3, DLX4, DLX5, DLX6과 같은 말단 없는(distal-less)호메오박스가 있다. Dlx 유전자는 신경계와 팔다리의 발달에 관여한다. 이들은 NK 유사 유전자의 하위 집합으로 간주된다.
비정형 호메오도메인에 대한 인간 TALE(3개의 아미노산 루프 확장) 호메오박스 유전자는 60개 아미노산이 아닌 63개 아미노산으로 구성된다. 이는 IRX1, IRX2, IRX3, IRX4, IRX5, IRX6; MEIS1, MEIS2, MEIS3; MKX; PBX1, PBX2, PBX3, PBX4; PKNOX1, PKNOX2; TGIF1, TGIF2, TGIF2LX, TGIF2LY이다.
또한 인간은 다음과 같은 호메오박스 유전자와 단백질을 가지고 있다. 이 부분은 영문 위키를 그대로 가져왔으며 번역하지 않았다.
- LIM-class: ISL1, ISL2; LHX1, LHX2, LHX3, LHX4, LHX5, LHX6, LHX8, LHX9; LMX1A, LMX1B
- POU-class: HDX; POU1F1; POU2F1; POU2F2; POU2F3; POU3F1; POU3F2; POU3F3; POU3F4; POU4F1; POU4F2; POU4F3; POU5F1; POU5F1P1; POU5F1P4; POU5F2; POU6F1; and POU6F2
- CERS-class: LASS2, LASS3, LASS4, LASS5, LASS6;
- HNF-class: HMBOX1; HNF1A, HNF1B;
- SINE-class: SIX1, SIX2, SIX3, SIX4, SIX5, SIX6
- CUT-class: ONECUT1, ONECUT2, ONECUT3; CUX1, CUX2; SATB1, SATB2;
- ZF-class: ADNP, ADNP2; TSHZ1, TSHZ2, TSHZ3; ZEB1, ZEB2; ZFHX2, ZFHX3, ZFHX4; ZHX1, HOMEZ;
- PRD-class: ALX1 (CART1), ALX3, ALX4; ARGFX; ARX; DMBX1; DPRX; DRGX; DUXA, DUXB, DUX (1, 2, 3, 4, 4c, 5); ESX1; GSC, GSC2; HESX1; HOPX; ISX; LEUTX; MIXL1; NOBOX; OTP; OTX1, OTX2, CRX; PAX2, PAX3, PAX4, PAX5, PAX6, PAX7, PAX8; PHOX2A, PHOX2B; PITX1, PITX2, PITX3; PROP1; PRRX1, PRRX2; RAX, RAX2; RHOXF1, RHOXF2/2B; SEBOX; SHOX, SHOX2; TPRX1; UNCX; VSX1, VSX2
- NKL-class: BARHL1, BARHL2; BARX1, BARX2; BSX; DBX1, DBX2; EMX1, EMX2; EN1, EN2; HHEX; HLX1; LBX1, LBX2; MSX1, MSX2; NANOG; NOTO; TLX1, TLX2, TLX3; TSHZ1, TSHZ2, TSHZ3; VAX1, VAX2, VENTX;
  - Nkx: NKX2-1, NKX2-4; NKX2-2, NKX2-8; NKX3-1, NKX3-2; NKX2-3, NKX2-5, NKX2-6; HMX1, HMX2, HMX3; NKX6-1; NKX6-2; NKX6-3;

1. ^ Grouped as Lmx 1/5, 2/9, 3/4, and 6/8.
2. ^ Grouped as Six 1/2, 3/6, and 4/5.
3. ^ Questionable, per
4. ^ The Pax genes. Grouped as Pax2/5/8, Pax3/7, and Pax4/6.
5. ^ Nk4.
6. ^ Nk5.

## 같이 보기
- 단속 평형이론
- 혹스 유전자
- 진화발생생물학
- 언어의 기원
- 비번역 DNA